# 图卢兹马塔比欧站
圖盧茲馬塔比欧站是一座法国鐵路車站，位于法国西南部城市圖盧茲，是该市市区内最重要的火車站。

## 地理位置
图卢兹马塔比欧站位于法国西南部，图卢兹市区东北部。该站是法国西南部的一个重要铁路枢纽，有3条铁路线在此交汇。

## 站名
"图卢兹马塔比欧站"因其地处马塔比欧街区而得名。"马塔比欧"（Matabiau）一名来源于奥克语，意为"杀牛"。

## 车站历史
图卢兹马塔比欧站最初建于1856年，其主体站房于1905年重新修建并使用至今。1984年，图卢兹马塔比欧站的主站房被列入法国国家重点文物保护单位。

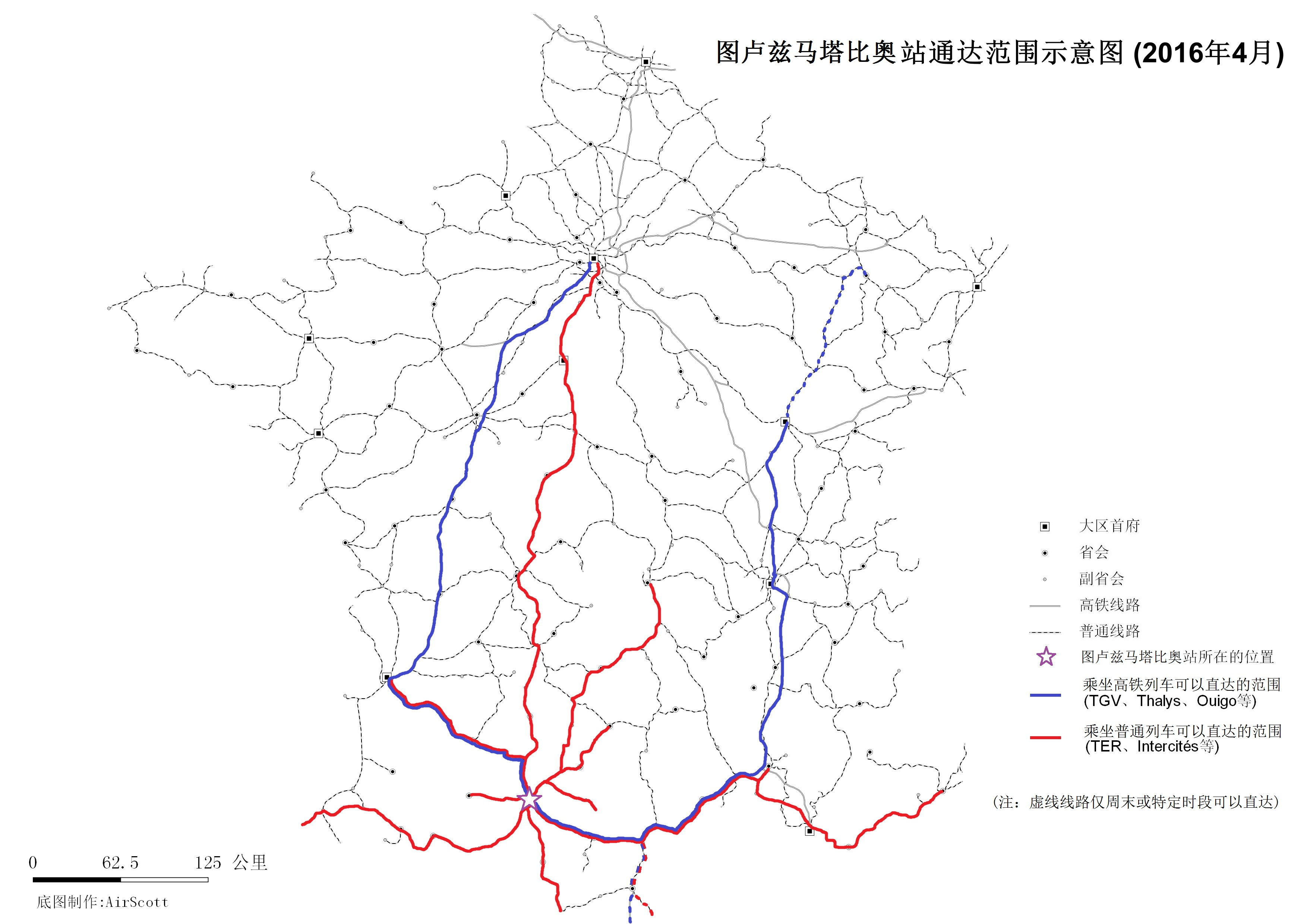
图卢兹马塔比欧站通达范围示意图 (2016年4月)

## 本站可直达城市
| 图卢兹马塔比欧站出发可直达的城市                                                                                          | |
| - 为方便阅读，可到达的城市按照城市法语名的首字母顺序排序。 - 粗体字为法国省会城市，斜体字的城市仅周末或特定时段才能直达。 | |
| 目的地所在大区或国家 | 可以直达的目的地 |
| 法兰西岛 | 巴黎 |
| 大东部 | 南锡、讷沙托 |
| 新阿基坦 | 阿让、巴约讷、比亚里茨、波尔多、布里夫拉盖亚尔德、科阿拉兹、昂代、拉苏泰赖讷、利摩日、马尔芒德、奥尔泰兹、吕费克、圣让德吕兹 |
| 奥弗涅-罗讷-阿尔卑斯 | 欧里亚克、布拉萨克莱米讷、克莱蒙费朗、伊苏瓦尔、拉韦西耶尔、勒鲁热、里昂、马西亚克、莫尔斯、讷萨格、穆拉、塞尔河畔维克、瓦朗斯 |
| 勃艮第-弗朗什-孔泰 | 第戎、马孔 |
| 中央-卢瓦尔河谷 | 阿让通、沙托鲁、弗勒里莱索布赖（靠近奥尔良）、维耶尔宗 |
| 奥克西塔尼 | 阿格德、阿尔比、阿尔比亚斯、欧比耶、欧什、欧特里沃、阿维尼奥内洛拉盖、阿克斯莱泰尔姆、巴亚尔格、塞莱河畔巴尼亚克、巴拉克维尔、巴济耶日、博凯尔、贝济耶、布桑斯、布拉姆、布拉克斯、卡奥尔、卡普德纳克、卡普韦恩、卡尔博讷、卡尔卡松、卡尔莫、卡斯泰尔诺-代斯特雷特丰、卡斯泰尔诺达里、卡斯泰尔萨拉桑、卡斯特尔、科萨德、卡泽尔、桑特加贝勒、科洛米耶、达米亚特、代加尼亚克、迪约庞塔勒、埃斯卡尔康斯、菲雅克、富瓦、丰塔讷、弗龙蒂尼昂、加亚克、日尼亚克、日蒙、古尔当-波利尼昂、古尔东、格拉尼亚格、格里索勒、拉维勒迪约迪唐普勒、拉巴特伊纳尔、拉贝日、拉布吕吉耶尔、拉盖皮、拉马日斯泰尔、拉讷默藏、拉图尔德卡罗勒、拉沃尔、勒福加、利勒茹尔丹、塔恩河畔利勒、安道尔附近洛斯皮塔莱、韦尔内、莱卡巴讷、莱斯泰勒德圣马托里、瓦朗、莱济尼昂科比耶尔、隆加日、卢尔德、吕克-拉普里莫布、吕内勒、吕兹纳克、芒迪埃勒、马特尔托洛萨讷、塔恩河畔马尔萨克、马扎梅、梅朗斯莱瓦尔斯、梅朗维耶勒、穆瓦萨克、蒙塔斯特吕克-拉孔塞耶尔、蒙托邦、蒙巴尔捷、蒙洛尔、蒙彼利埃、蒙拉贝、米雷、纳雅克、纳博讷、诺塞勒、尼姆、尼桑莱藏塞吕讷、奥桑、帕米耶、佩皮尼昂、皮布拉克、潘-瑞斯塔雷、波泰皮莫朗斯、加龙河畔波泰、拉巴斯唐斯、罗德兹、罗克塞里耶尔、圣欧内斯、圣让德韦日、圣若里、圣戈当、圣马托里、圣叙尔皮斯拉潘特、萨勒-库尔巴蒂耶斯、萨韦尔丹、塞特、苏亚克、塔尼、阿列日河畔塔拉斯孔、塔布、图尔奈、瓦朗斯-阿让、瓦莱尔格、瓦里耶、韦尔热兹、沃内尔克、阿古河畔维耶尔米、洛拉盖自由城、鲁埃格自由城、维勒努韦勒、万德拉克-阿莱拉克 |
| 普罗旺斯-阿尔卑斯-蓝色海岸                                                                                                | 阿尔勒、阿维尼翁、马赛、塔拉斯孔 |
| 西班牙 | 巴塞罗那、菲格拉斯、赫罗纳 |

## 停靠线路

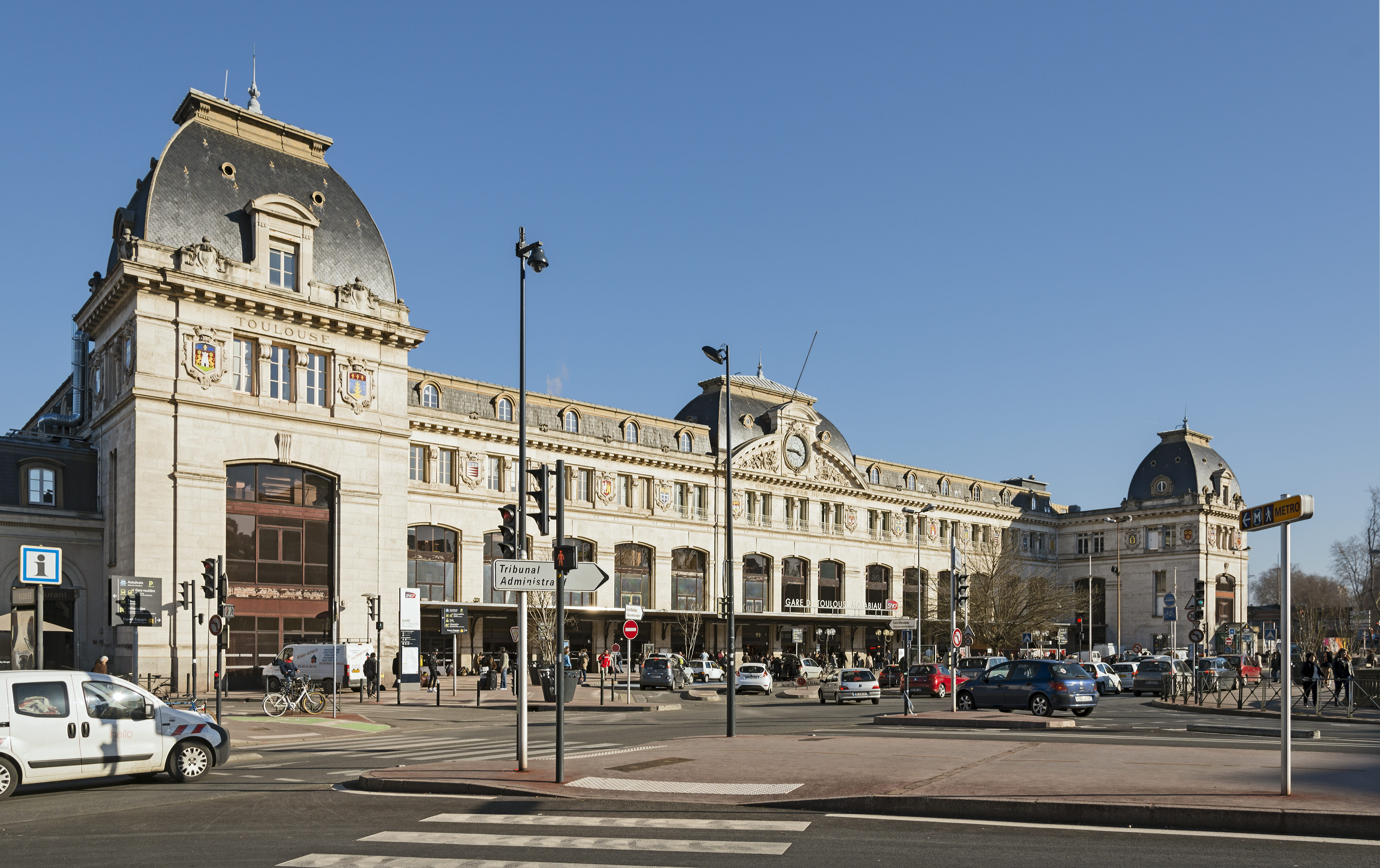
图卢兹马塔比欧站全景

以下列车线路停靠图卢兹马塔比欧站。

| 图卢兹马塔比欧站列车线路表        |                     |                                |                         |                      |
| 线路                              | 车种                | 上一站                         | 下一站                  | 大致运行频率         |
| 巴黎—图卢兹                       | TGV InOui           | 蒙托邦                         | （终点）                | 每天5趟左右          |
| 里昂—图卢兹                       | TGV                 | 纳博讷/卡尔卡松                | （终点）                | 每天3趟左右          |
| 巴塞罗那—图卢兹                   | AVE (RENFE)         | 卡尔卡松                       | （终点）                | 每天1趟 (仅夏季开行) |
| 巴黎—图卢兹                       | INTERCITÉS 100% éco | 蒙托邦                         | （终点）                | 每周3趟              |
| 巴黎—图卢兹                       | INTERCITÉS          | 卡奥尔/蒙托邦                  | （终点）                | 每天3~5趟            |
| 波尔多/图卢兹—马赛                | INTERCITÉS          | 蒙托邦                         | 卡斯泰尔诺达里/卡尔卡松 | 每天3趟左右          |
| 波尔多—马赛                       | INTERCITÉS          | 波尔多                         | 蒙彼利埃                | 每天2趟左右          |
| 图卢兹—巴约讷/昂代                | INTERCITÉS          | （起点）                       | 圣戈当/蒙雷若/塔布      | 每天4趟左右          |
| 巴黎—图卢兹                       | INTERCITÉS de nuit  | 蒙托邦                         | （终点）                | 每天1趟              |
| 巴黎—拉图尔德卡罗勒               | INTERCITÉS de nuit  | 莱索布赖                       | 欧特里沃                | 每天1趟              |
| 图卢兹—蒙雷若/塔布/卢尔德/波城    | TER                 | （起点）                       | 图卢兹圣阿涅            | 每天8趟左右          |
| 图卢兹—利勒茹尔丹/欧什            | TER                 | （起点）                       | 图卢兹圣阿涅            | 每天13趟左右         |
| 图卢兹—拉图尔德卡罗勒             | TER                 | （起点）                       | 图卢兹圣阿涅            | 每天5趟左右          |
| 图卢兹—帕米耶/富瓦/阿克斯莱泰尔姆 | TER                 | （起点）                       | 图卢兹圣阿涅            | 每天9趟左右          |
| 图卢兹—米雷                       | TER                 | （起点）                       | 图卢兹圣阿涅            | 每天8趟左右          |
| 图卢兹—卡斯泰尔诺达里             | TER                 | （起点）                       | 蒙托德朗                | 每天2－4趟           |
| 图卢兹—卡尔卡松/纳博讷            | TER                 | （起点）                       | 蒙托德朗                | 每天7趟左右          |
| 图卢兹—佩皮尼昂/塞尔贝尔          | TER                 | （起点）                       | 蒙托德朗/卡斯泰尔诺达里 | 每天4趟左右          |
| 图卢兹—尼姆/阿维尼翁              | TER                 | （起点）                       | 拉贝日伊诺波勒          | 每天1趟              |
| 图卢兹—马扎梅                     | TER                 | （起点）                       | 蒙拉贝                  | 每天7趟左右          |
| 罗德兹/卡尔莫/阿尔比—图卢兹       | TER                 | 蒙拉贝/格拉尼亚格/圣叙尔皮斯   | （终点）                | 每天14趟左右         |
| 欧里亚克/菲雅克—图卢兹            | TER                 | 圣叙尔皮斯                     | （终点）                | 每天3－4趟           |
| 克莱蒙费朗—图卢兹                 | TER                 | 圣叙尔皮斯                     | （终点）                | 每天1趟              |
| 布里夫拉盖亚尔德—图卢兹           | TER                 | 圣若里                         | （终点）                | 每天2－4趟           |
| 卡奥尔/蒙托邦—图卢兹              | TER                 | 蒙托邦/圣若里/拉库尔唐苏       | （终点）                | 每天7趟左右          |
| 阿让—图卢兹                       | TER                 | 蒙托邦/卡斯泰尔诺-代斯特雷特丰 | （终点）                | 每天5趟左右          |
| 1. 2. 3.                          |                     |                                |                         |                      |

## 配套交通

### 城际客运
图卢兹马塔比欧站对应的大巴车上下车地点为图卢兹汽车站（Gare routière de Toulouse），位于图卢兹马塔比欧站北侧。

### 市内交通
| 图卢兹马塔比欧站附近的市内公共交通线路 |                             |                                                                                       |
| 公交车站名称                           | 位置                        | 停靠线路                                                                              |
| 地铁马朗戈站                           | 火车站东南侧 （地下）       | A：图卢兹-巴索康博 ↔ 巴尔马-格拉蒙                                                    |
| 地铁马朗戈站                           | 火车站东南侧 （地面）       | L8：图卢兹-地铁马朗戈站 ↔ 图卢兹-戈南 14：图卢兹-地铁马朗戈站 ↔ 图卢兹-地铁巴索康博站 |
| 马塔比欧-火车站                        | 火车站门口 （自北向南）     | 23：图卢兹-贞德 → 图卢兹-朗格伊 27：图卢兹-土鲁斯-劳特累克高级中学 → 图卢兹-拉蒙维尔  |
| 马塔比欧-火车站                        | 火车站河对面 （自南向北）   | 23：图卢兹-朗格伊 → 图卢兹-贞德 27：图卢兹-拉蒙维尔 → 图卢兹-土鲁斯-劳特累克高级中学  |
| 马塔比欧-火车站                        | 火车站正门桥上 （离站方向） | 39 ：吕尼翁-松波尔 → 图卢兹-贞德 42：圣让-联合诊疗中心 → 图卢兹-贞德                  |
| 图卢兹汽车站                           | 图卢兹汽车站内              | aéroport：图卢兹-汽车站 ↔ 布拉尼亚克-图卢兹机场                                       |
| 1. 2.                                  |                             |                                                                                       |

### 社会车辆
图卢兹马塔比欧站附近设有大型停车场。车站门口亦设有出租车站点。

## 临近车站
| 图卢兹马塔比欧站（Gare de Toulouse-Matabiau）                    |                             |                        |
| 上行车站                                                         | 线路                        | 下行车站               |
| 洛纳盖路站 2.9km ←                                               | 波尔多－塞特铁路            | 蒙托德朗站 → 4.7km     |
| 蒙拉贝站 7.9km ←                                                 | 布里夫拉盖亚尔德—图卢兹铁路 | （终点）               |
| （起点）                                                         | 图卢兹－巴约讷铁路          | 图卢兹圣阿涅站 → 3.9km |
| - 注：灰色字体为非本线车站或路段。本表仅显示运营中的线路及车站。 |                             |                        |

## 外部連結
维基共享资源上的相關多媒體資源：图卢兹马塔比欧站